# Голота Любов Василівна
Любо́в Васи́лівна Голо́та (нар. 31 грудня 1949, Кривий Ріг) — українська письменниця (поетеса, публіцист, прозаїк), журналіст. Лауреат Шевченківської премії 2008 року. Заслужений працівник культури України.

## Біографічні відомості
Любов Голота народилася 31 грудня 1949 року в місті Кривий Ріг Дніпропетровської області в сім'ї гірників. 1972 року закінчила філологічний факультет Дніпропетровського державного університету.
У Дніпропетровську працювала журналістом в обласних газетах «Зоря», «Прапор юності» та на обласному радіо.
Від 1983 року живе в Києві. Працювала у видавництвах «Молодь», «Радянський письменник». Член ВУТ «Просвіта» ім/ Тараса Шевченка і Народного Руху України з 1989 року. З 1995 року — головний редактор всеукраїнського просвітянського тижневика «Слово Просвіти».
Любов Голота організувала та видавала перший жіночий культурологічний журнал незалежної України «П'ята пора». Автор сценаріїв багатьох столичних масових свят і дійств.
Упорядкувала книгу «Життя і чин Анатолія Погрібного. Наукові розвідки, статті, спогади.» / Київ: ВЦ «Просвіта», 2011—487 сторінок, наклад 1000 примірників.
У 2016—2019 була членом Комітету з Національної премії України імені Тараса Шевченка (з грудня 2016).

## Твори
- Збірки віршів:
  - «Народжена в степах» (1976),
  - «Весняне рівнодення» (1979),
  - «Горицвіт» (1980),
  - «Вікна» (1983),
  - «Жінки і птиці» (1986),
  - «Дзеркала» (1988),
  - «На чоловічий голос» (1999),
  - «Опромінена часом» (2001).
- Книги публіцистики:
  - «Дитя людське» (2002),
  - «Сотворіння» (2005).
- Романи:
  - «Епізодична пам'ять» (2007).
- Кілька книжок для дітей.

## Громадська і партійна діяльність
Член Національної спілки письменників України від 1977 року.
Була членом КПРС (від 1979 року).
Член Центрального правління Всеукраїнського товариства «Просвіта» ім. Т.Шевченка.

## Премії
- 1981 — премія Грузії імені Володимира Маяковського.
- 2001 — премія імені Володимира Сосюри «Любіть Україну».
- 2008 — Національна премія України імені Тараса Шевченка за роман «Епізодична пам'ять».[3]